# Aragonesa
Dans le monde de la tauromachie, l'Aragonaise est une passe de cape  qui porte aussi le nom de « frente por detras »  (littéralement : de face par derrière).  C'est une de celle qui a suscité les plus vifs débats entre matadors, et entre historiens de la tauromachie.

## Description
Le matador l'exécute en tenant sa cape dans le dos, se présentant de dos face au taureau auquel il donne le passage en pivotant d'un quart de tour pour éviter la corne. Selon  Auguste Lafront, le matador « présente la cape de face (de frente) en la tenant derrière son dos (por detras). »

## Historique
Pepe Hillo est censé être l'inventeur de cette suerte de cape qu'il a décrite  comme la « mas interesante e sumamente sencilla (extrêmement simple) et qu'il a nommée aragonesa. »
Francisco Montes « Paquiro » dans sa Tauromaquia completa  au lieu de nommer aragonesa cette manœuvre, préfère le terme « de  frente por detras » parce que la  véronique  portait à l'époque le nom de « lance de frente ». De fait l'aragonaise est une véronique totalement inversée. Elle apparaît  notamment dans l'estampe n° 6 de La Tauromaquia de Goya.
En 1911, le mexicain Rodolfo Gaona a remis à l'honneur cette passe graduellement abandonnée, pour l'exécuter de manière que le matador soit face à l'animal, tenant la cape derrière son dos. Cette manœuvre ne doit pas être confondue avec la mariposa, car elle réduit la surface d'étoffe présentée au taureau, ce qui la rend plus dangereuse. C'est le critique taurin Dulzeuras qui donna à cette passe le nom de  « lance de frente con el capote por detras ».
Pour conclure, on parle d’aragonesa lorsque le matador fait face à l'animal avec la cape dans le dos, et aussi d'aragonesa s'il tient la cape dans son dos et tourne le dos à l'animal.